# Produkt (marketing)
Produkt – każdy obiekt rynkowej wymiany oraz wszystko, co może być oferowane na rynku. Produktem może być dobro materialne, usługa (profesjonalna), miejsce, organizacja bądź idea.

## Podział produktów
Ze względu na sposób wykorzystania i przeznaczenia, produkty dzielimy na:
- konsumpcyjne:
  - powszednie:
    - podstawowe,
    - impulsywne,
    - nagłej potrzeby;

  - wybieralne:
    - homogeniczne (jednolite),
    - heterogeniczne;

  - luksusowe,
  - sporadyczne (epizodyczne),
  - niepostrzegalne;
- przemysłowe:
  - dobra inwestycyjne,
  - produkty wyposażenia dodatkowego,
  - surowce,
  - materiały,
  - półprodukty,
  - produkty zaopatrzeniowe,
  - usługi profesjonalne.

Ze względu na stopień materialności (bo usługa to też produkt, zgodnie z przytoczoną wyżej definicją), produkty dzielimy na:
- czyste produkty materialne,
- produkty materialne z towarzyszącymi usługami,
- hybrydy (pół na pół),
- usługi z towarzyszącymi produktami materialnymi,
- czyste usługi.

Usługi uznawane są za produkty jedynie w odniesieniu do usług profesjonalnych oraz komplementarnych (np. konto bankowe).

## Struktura produktu
W każdym produkcie można wyróżnić pewne poziomy, składające się na cały produkt. W literaturze można spotkać się z dwiema głównymi koncepcjami budowy produktu:
- pierwsza, zaproponowana przez T. Levitta w latach 80. XX w., mówi o trzech poziomach[1]:
  - rdzeń (jądro) to, czyli fizyczny wymiar produktu, jego cechy funkcjonalne oraz zastosowane rozwiązania techniczne,
  - produkt rzeczywisty to wszystko co ma wpływ na postrzeganie towaru (usługi) przez konsumenta. Składają się na to takie czynniki jak: marka, znak handlowy, model, materiał, cena, jakość, opakowanie, styl, a także wygląd,
  - produkt poszerzony to korzyści dodatkowe, takie jak: dostawa, gwarancja, reklamacje, części zapasowe, dostępność punktów usługowych, instrukcja, łatwość instalacji i konserwacji, warunki płatności itp.;

- druga, opisana przez Ph. Kotlera obejmuje pięć poziomów:
  - podstawowy pożytek – jest to podstawowa potrzeba zaspakajana przez dany produkt (a więc rozrywka w przypadku telewizora),
  - produkt podstawowy – ta część produktu, która jest niezbędna do zaspokojenia potrzeby (np. telewizor),
  - produkt oczekiwany – oczekiwania klienta wobec produktu (panoramiczny obraz),
  - produkt rozszerzony – wszystko co przewyższa oczekiwania klienta (dźwięk stereo, podłączenie konsoli do gier),
  - produkt potencjalny – wszystkie modernizacje jakim może zostać poddany produkt w przyszłości (możliwość przeglądania stron WWW na telewizorze, przegląd zdjęć).

## Funkcje produktu
Podstawową funkcją każdego produktu jest zaspokojenie potrzeby nabywcy. Najczęściej jest to więc użyteczność produktu. Oprócz tej podstawowej każdy produkt pełnić powinien dwie dodatkowe funkcje. Pierwsza z nich wiąże się z łatwością użytkowania produktów, druga zaś z ich kształtem i kolorystyką.
Łatwość użytkowania produktu jest szczególnie widoczna w wypadku nowoczesnych produktów przemysłu elektronicznego (np. nowoczesne telewizory, aparaty fotograficzne, komputery czy magnetowidy).
Kształt i kolorystyka produktów mają w warunkach gospodarki rynkowej duże znaczenie. Klientom oferuje się wiele różnych produktów zaspokajających tę samą potrzebę (np. samochody, odzież). Na wybór wpływać może kształt, kolor i inne elementy kształtujące pierwsze wrażenie. Ogromne znaczenie ma także opakowanie.

## Cykl życia produktu
Produkt tak jak każde dobro ma swoje cykle od wprowadzenia go na rynek poprzez działanie na rynku lub jego wycofanie. Cykl życia produktu składa się z 4 faz:
- wprowadzenia produktu na rynek, sprzedaż niska,
- wzrostu,
- dojrzałości, czyli nasycenie produktem,
- spadku (schyłku).

## Strategie produktu
Elementami strategii produktu są:
- kształtowanie funkcji produktu,
- kształtowanie struktury asortymentowej firmy,
- planowanie cyklu życia produktu,
- kreowanie nowych potrzeb i produktów ich zaspokajających.

Na strategię produktu składają się również elementy takie jak:
- jakość,
- reklama,
- wzór,
- cechy,
- marka i znak firmowy,
- opakowanie,
- rozmiary,
- serwis,
- gwarancja.

Przykładowe strategie produktu:
- strategia utrzymywania konkurencyjności oferty,
- strategia pełnego asortymentu produktu,
- strategia ograniczonego asortymentu produktu,
- strategia rozszerzania linii produktów,
- strategia uzupełniania linii produktów,
- strategia oczyszczania linii produktów